# Rhagomys
Rhagomys is een geslacht van knaagdieren uit de geslachtengroep Thomasomyini van de onderfamilie Sigmodontinae dat voorkomt in de Andes van Peru en Bolivia en in het zuiden van Brazilië. Een soort, Rhagomys longilingua, is bekend van twee locaties en vier exemplaren uit Zuidoost-Peru en West-Bolivia, de tweede, Rhagomys rufescens, is bekend van vijf exemplaren uit de staten São Paulo, Minas Gerais en Rio de Janeiro in Brazilië. Vrijwel al deze exemplaren zijn pas in de 21e eeuw verzameld; voor 2003 waren er alleen twee oude exemplaren van Rh. rufescens bekend in de gepubliceerde literatuur.
Wat zijn de verwantschappen van Rhagomys? Die vraag is al gesteld sinds 1917, toen Oldfield Thomas het dier het nauwste verwant achtte aan Oryzomys en Oecomys achtte. Later werd Rhagomys als incertae sedis beschouwd. Op basis van genetische gegevens konden uiteindelijk in 2005 de verwantschappen van het geslacht worden vastgesteld: het bleek het meeste te lijken op Thomasomys aureus (gebaseerd op het nucleaire gen IRBP; een eerder onderzoek op basis van cytochroom-b, een mitochondriaal gen, gaf geen nauwe verwant voor Rhagomys aan). Sindsdien wordt het geslacht daarom in de Thomasomyini geplaatst, een positie die in 2007 ook door een morfologisch onderzoek werd ondersteund.

## Soorten
Er worden 4 soorten in dit geslacht geplaatst:
- Rhagomys jequitiba Bonvicino, Pires, Lanes, & Faria, 2024
- Rhagomys longilingua Luna & B. D. Patterson, 2003
- Rhagomys rufescens (O. Thomas, 1886)
- Rhagomys septentrionalis Moreno Cárdenas, Tinoco, L. Albuja, & B. D. Patterson, 2021

Abrotrichini · Akodontini · Andinomyini · Euneomyini · Ichthyomyini · Neomicroxini · Oryzomyini · Phyllotini · Reithrodontini · Rhagomyini · Sigmodontini · Thomasomyini · Wiedomyini

Incertae sedis: Abrawayaomys · Chinchillula · Delomys